# نترات البالاديوم الثنائي
نترات البلاديوم الثنائي (بالإنجليزية : Palladium(II) nitrate ) هي مادة صلبة ذو لون بني محمر ومؤكسد قوي (كل من كاتيون البلاديوم الثنائي Pd2+، وأنيون النترات NO3−، هي مؤكسدات قوية) وربما تحرر أبخرة سامة عند تفاعلها مع العوامل المختزلة. هذا المركب مهيج للجلد والجهاز التنفسي. وعادةً هذا المركب مستقر عند درجة حرارة الغرفة، في حين أنه يتفكك عند درجات الحرارة العالية.

## تحضيره
يمكن تحضير نترات البلاديوم الثنائي عن طريق إذابة أكسيد البلاديوم المائي في حمض النيتريك المخفف يليها يُعمل تبلور للمركب. بلورات النترات تكون على هيئة موشورات مائعة ذو لون بني مصفر. عوضاً عن ذلك، يمكن الحصول على نترات البلاديوم الثنائي من تفاعل معدن البلاديوم مع حمض النيتريك .

## اقرأ أيضاً
- كلوريد البالاديوم الثنائي